# L'Acadie
Pour les articles homonymes, voir Acadie (homonymie).
L'Acadie est un secteur appartenant à la ville de Saint-Jean-sur-Richelieu, province de Québec (Canada), située dans la municipalité régionale de comté du Haut-Richelieu dans la région de la Montérégie.

## Historique
Des colons s'établissent sur les rives de la Petite rivière de Montréal (rivière L'Acadie) dans la seconde moitié du XVIIIe siècle. À partir de 1763, par grappes successives, les exilés acadiens s'installent sur ce territoire. Ceux-ci fuient la déportation de la population lors du Grand Dérangement à partir de 1750, survenue avec la prise de l'Acadie par les troupes britanniques. L'Acadie portera successivement les toponymes de Petite Cadie,, Nouvelle Cadie Blairfindie, Lacadie et finalement et L'Acadie en 1976.
En 1782, le village de L'Acadie compte 1 774 habitants.
L'Acadie fusionne avec sa voisine, Saint-Jean-sur-Richelieu, en 2001.

## L'église Sainte-Marguerite-de-Blairfindie
Immeuble patrimonial, l'Église Sainte-Marguerite-de-Blairfindie a été construite entre 1800 et 1801. Son architecture traditionnelle de l'époque de la Nouvelle-France, son décor intérieur datant du début du XIXe siècle ainsi que sa situation géographique en dehors du village, sur une langue de terre formée par un méandre de la Rivière l'Acadie, contribuent à sa valeur patrimoniale.

## Urbanisme
Devenu un quartier résidentiel de Saint-Jean-sur-Richelieu, L'Acadie conserve de nombreuses maisons anciennes d'une richesse patrimoniale historique. L'école élémentaire porte le nom du peintre et sculpteur Napoléon Bourassa. 